# Angelo Albertoni
Angelo Albertoni (Piacenza, 1º settembre 1904 – 1987) è stato un calciatore italiano, di ruolo mediano.

## Carriera
Centromediano metodista, dopo gli esordi nel Casale disputò una stagione nel Livorno, prima di far ritorno al Casale: qui rimase fino al 1929, totalizzando 100 presenze e 4 reti.
Posto in lista di trasferimento dai piemontesi, si trasferì al Genova 1893. Con il Grifone esordì nella Serie A a girone unico il 6 ottobre 1929 nel pareggio per 3-3 sul campo della Pro Vercelli. In rossoblù disputò due campionati, il primo dei quali concluso al secondo posto dietro all'Ambrosiana-Inter, prima di tornare alla Pro Patria, sempre nella massima serie. Nel campionato 1931-1932 contribuì al piazzamento di centro classifica della formazione bustocca, mentre nella stagione successiva non evitò la retrocessione nella serie cadetta.
Conclude la carriera nelle serie inferiori, con Siracusa e Ravenna, con quest'ultima come allenatore-giocatore; in seguito, allenò anche il Monza nella stagione 1937-1938.